# Svetovni pokal v alpskem smučanju 2015 - ženski veleslalom
Svetovni pokal v alpskem smučanju 2015 - ženski veleslalom. V sezoni 2014/15 bo na sporedu sedem veleslalomskih tekem. Skupno zmago v tej disciplini bo branila Anna Fenninger

## Sölden
Tekma bo potekala 25. oktobra 2014. Kot je že nekaj let v navadi je ta tekma uvod v novo sezono. Na tem prizorišču je Tina Maze slavila že tri zmage.